# Arco (Italia)
Arco (Arch in dialetto locale) è un comune italiano di 17 674 abitanti della provincia autonoma di Trento in Trentino-Alto Adige. È il quarto comune per popolazione della provincia dopo Trento, Rovereto e Pergine Valsugana e fa parte della comunità Alto Garda e Ledro.

## Geografia fisica
Arco si trova a nord della piana dell'Altogarda, la parte finale della valle del fiume Sarca che sfocia, da qui, nel lago di Garda, a 6 km a nord-nord-est di Riva del Garda. La posizione protetta dalle montagne e la vicinanza del lago di Garda permettono a questa zona di mantenere un clima particolarmente mite (che consente la crescita di piante mediterranee), che fa di questa città una stazione di soggiorno nota da secoli.
A nord di Arco si trova la grotta di Patone, una grotta orizzontale facilmente visitabile.

## Storia

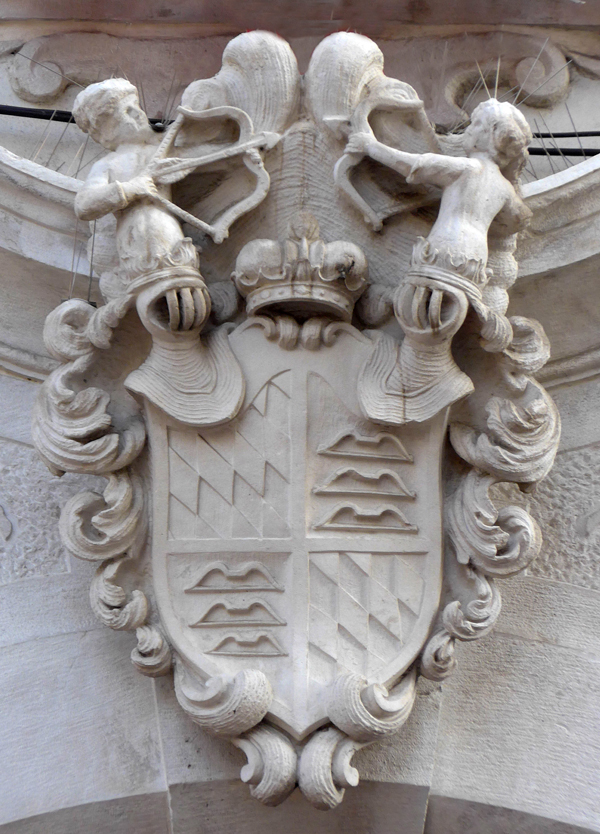
Arco, Palazzo Comunale, ultimo stemma della famiglia D'Arco

Alcune testimonianze e studi sul territorio hanno potuto stabilire che durante il periodo del neolitico diverse popolazioni — di origini ancora sconosciute — abitarono le zone della piana del fiume Sarca, fondando nell'età del bronzo e in quella del ferro nuovi insediamenti abitativi.
Nel XII secolo subì l'occupazione di una signoria proveniente dalla Baviera che riuscì a conquistare il castello, quest'ultimo forse eretto dall'imperatore Teodorico, ottenendo in seguito l'ufficiale investitura feudale di Arco dal vescovo di Trento Altemanno.
Arco fu quindi una delle località interessate dalle vicende umane e storiche che si svolsero tra il XI secolo e il XIII secolo e dalle numerose proprietà che videro protagonisti i vari componenti della famiglia degli Ezzelini. Proprietà che furono ampiamente accertate, censite e documentate dopo la loro definitiva sconfitta avvenuta nel 1260.
Nei secoli successivi il borgo, dopo essere stato più volte saccheggiato e incendiato, divenne dominio dei Visconti, degli Scaligeri e della Repubblica di Venezia. Seguì quindi l'annessione all'Impero austriaco e sarà solo dopo il termine della prima guerra mondiale che entrerà a far parte del Regno d'Italia.

### Simboli
Stemma
Lo stemma della Città di Arco è stato riconosciuto con DCG dell'11 agosto 1931.
Lo stemma storico risale al 1614 e si presentava partito: nel primo l'antico stemma di Arco antico, come sopra descritto, e nel secondo lo scudo rosso con la fascia d'argento, simbolo dell'Austria.
Gonfalone
Il gonfalone è stato concesso con regio decreto del 29 dicembre 1930.

## Monumenti e luoghi d'interesse

### Architetture religiose

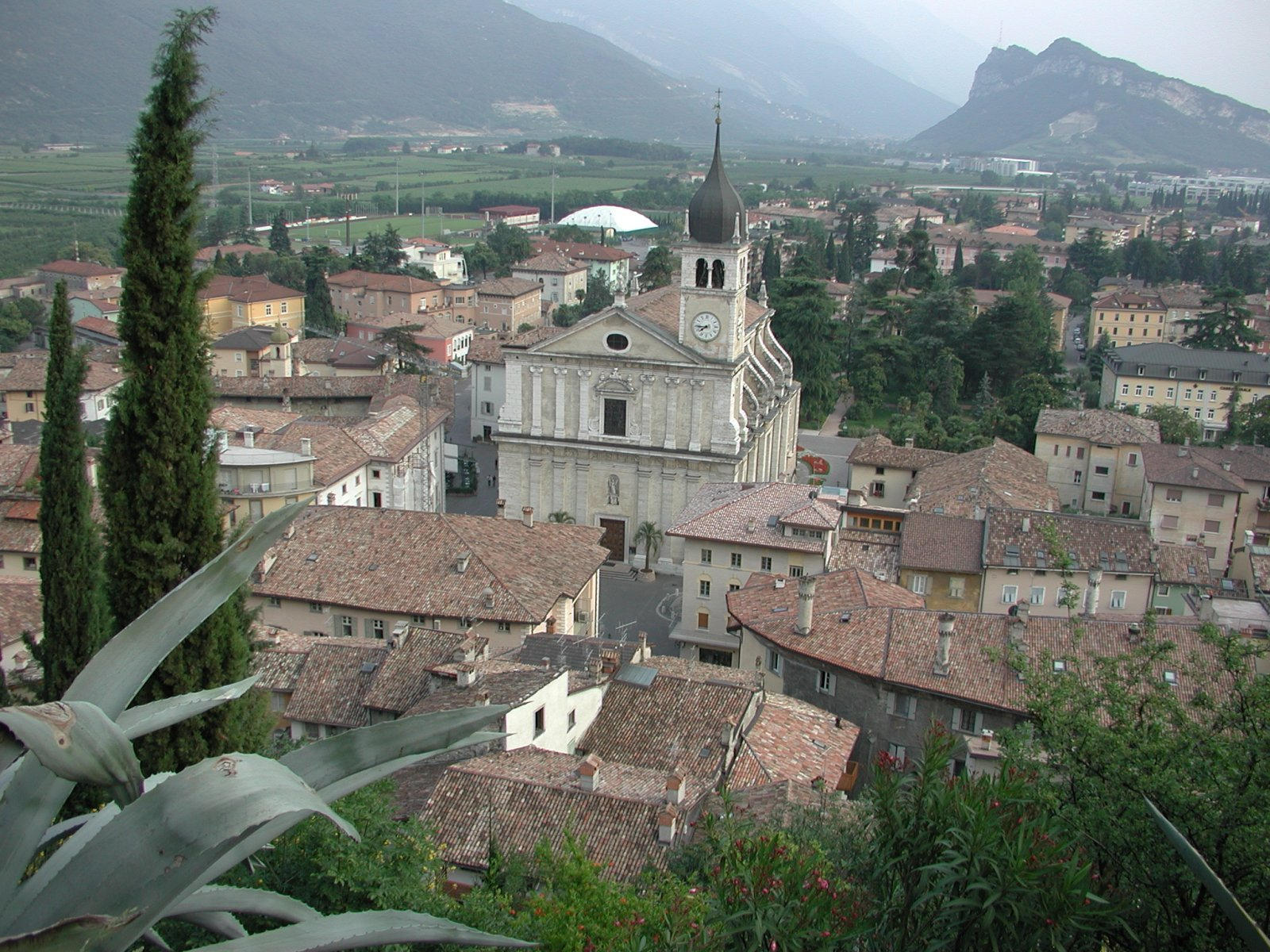
La collegiata dell'Assunta

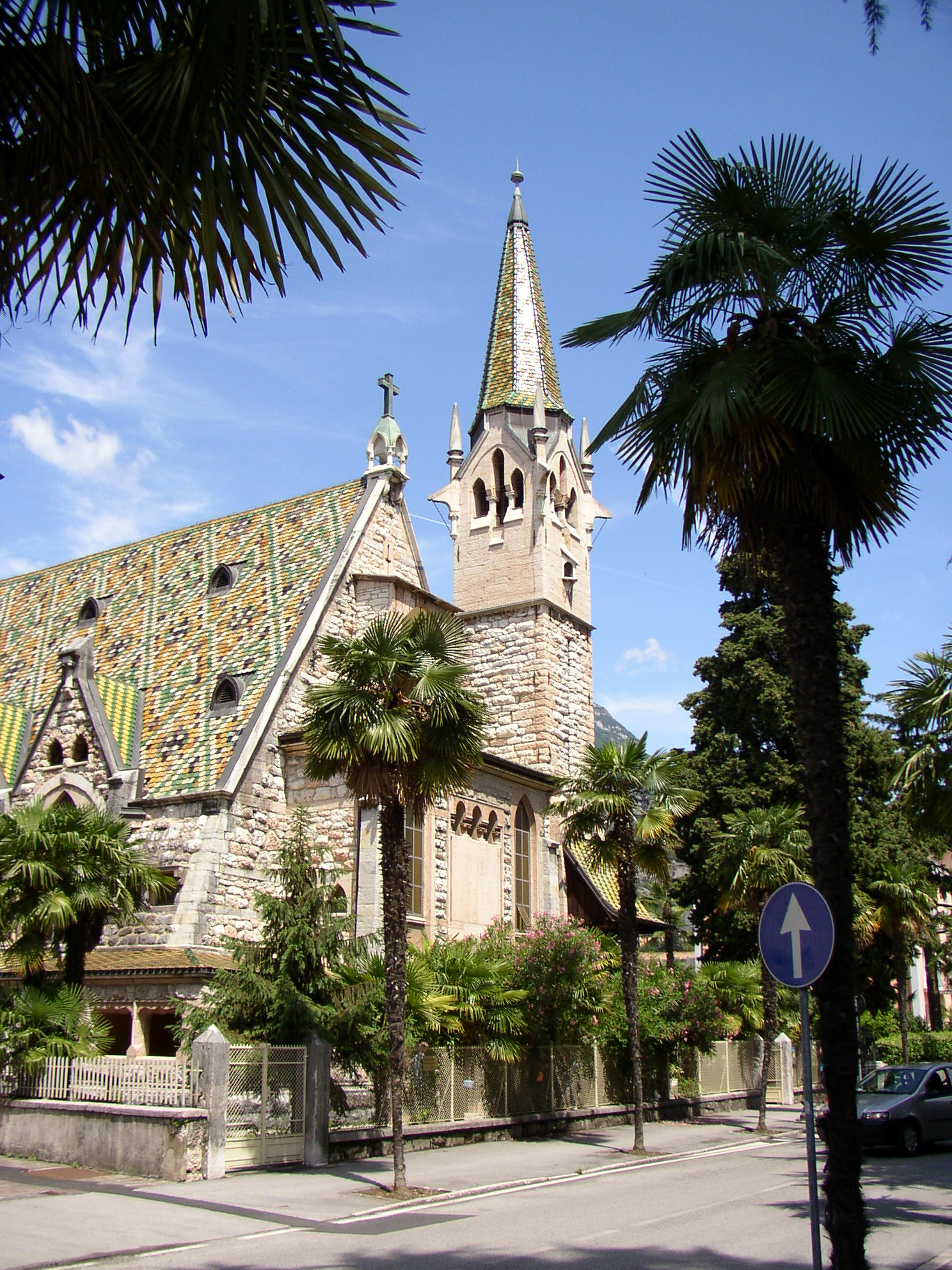
Chiesa Santissima Trinità

- Collegiata di Santa Maria Assunta. Si trova al centro della città, piazza 3 novembre. La costruzione risale al XVII secolo ed è avvenuta sui resti di un'antica e precedente chiesa di origine romanica, la cui fondazione si colloca tra il IV e il IX secolo, ma nulla si è conservato dell'antico edificio. La facciata della chiesa prospetta sulla piazza III novembre. Negli ultimi anni del XIX secolo qui fu sepolta - provvisoriamente - la salma di Francesco II delle Due Sicilie, l'ultimo monarca del Regno di Napoli, morto ad Arco nel 1894.[11]
- Santuario della Madonna delle Grazie. Il santuario e l'adiacente convento furono eretti tra il 1475 e il 1492 per volere del conte locale. Nei secoli successivi l'edificio subì diversi interventi di ristrutturazione, ma ancora sono ben visibili nel chiostro le arcate a sesto ribassato e alcune colonne con capitelli lisci databili alla primaria costruzione quattrocentesca. All'interno del santuario è conservata una statua in legno raffigurante la Vergine Maria risalente molto probabilmente al XV secolo.
- Chiesa di Sant'Anna. Si trova vicino alla Collegiata dell'Assunta. È stata consacrata nel 1652 dal vescovo di Sapa Simone Summa. Il campanile è stato danneggiato dai bombardamenti della seconda guerra mondiale. I dipinti che si trovano in sacrestia rappresentano Sant'Andrea e altri santi e tutta la chiesa è stata dipinta dal pittore locale Antonio Zanoni.
- Chiesa di Sant'Apollinare. La chiesetta è di origine romanica ed è situata nella frazione di Prabi. La facciata e gli esterni furono affrescati tra il XV e il XVI secolo, mentre l'interno accoglie pregevoli affreschi del Trecento.
- Chiesa di san Martino. Situata in località San Martino la chiesa fu completamente ricostruita nel corso del Cinquecento e al suo interno sono presente diversi cicli di affreschi del periodo rinascimentale italiano.
- Chiesa di San Rocco. Sita nella frazione di Caneve la sua costruzione è risalente al XIV secolo.
- Chiesa Santissima Trinità. Chiesa tedesca della Comunità Evangelica Luterana di Merano. Fu eretta dalla comunità evangelica di Arco nel 1903 e nel primo dopoguerra affidata alla chiesa Collegiata di Arco; fu dedicata a S. Teresa di Gesù Bambino e benedetta nel 1934. Dal 1970 usata e gestita dalla Comunità evangelica con sede a Merano (BZ). È un pregevole edificio neogotico, dal ripido tetto embriciato. Lo stile neogotico fu al centro di polemiche nazionalistiche all'epoca dell'inaugurazione della chiesa. Secondo i critici, soprattutto l'élite cittadina di estrazione liberale, fu adottato uno stile troppo germanizzato in una città italiana come Arco.[12][13]
- Santuario di Santa Maria di Laghel. Costruito nel 1700 in stile barocco sorge in cima alla ripida Via Crucis. Un Gesù morto, opera dell'artista gardenense Josef Moroder-Lusenberg fu collocato nel sepolcro dopo il restauro del santuario il 19 marzo del 1896.
- Via Crucis di Laghel. Capitelli con rilievi in legno della Passione di Cristo di Josef Moroder Lusenberg
- Chiesa di Santa Maria delle Vittorie. Piccola chiesa nella frazione di Linfano.
- Chiesa di San Michele Arcangelo. Parrocchiale nella frazione di Varignano.
- Chiesa di San Giuseppe. La chiesa è sussidiaria, la sua costruzione risale al che risale al XVI secolo.
- Eremo di San Paolo. La piccola chiesa eremita è presente nella frazione di Prabi e la sua costruzione risale al XII secolo.
- Chiesa della Beata Vergine della Neve. Chiesa conventuale.
- Chiesa di San Bernardino da Siena.
- Chiesa di San Marcello, nella frazione di Chiarano.
- Chiesa di Sant'Antonio Abate, nella frazione di Chiarano.
- Chiesa di San Giacomo Maggiore, nella frazione di Vigne.
- Chiesa dell'Addolorata, parrocchiale nella frazione di Bolognano.
- Chiesa di San Valentino, nella frazione di Bolognano.
- Chiesa dei Santi Giacomo e Silvestro, nella frazione di Bolognano.
- Cappella della Santissima Trinità, nella frazione di Bolognano.
- Chiesa di San Floriano, nella frazione di Bolognano.
- Chiesa di San Tommaso Apostolo, nella frazione di Padaro.
- Chiesa di San Giovanni Evangelista, nella frazione di Massone.
- Chiesa di San Giorgio, parrocchiale nella frazione di San Giorgio.
- Chiesa di San Martino, parrocchiale nella frazione di San Martino.
- Chiesa di San Lorenzo, conventuale nella frazione di Mogno sulla destra del Sarca in direzione della frazione di San Martino.

### Architetture civili

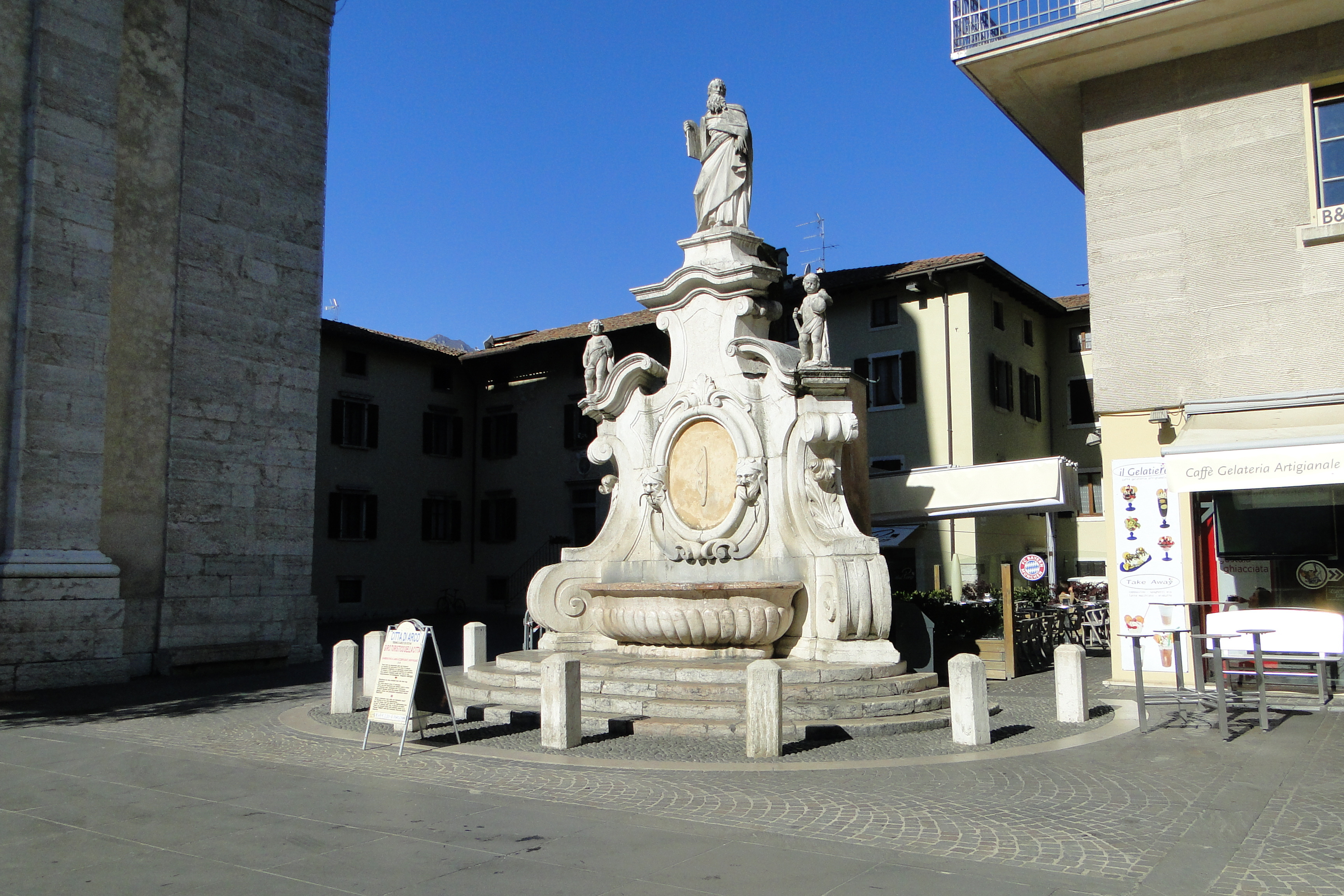
La fontana del Mosé

- Fontana del Mosé. Posta in piazza III Novembre, nella quale si trova la collegiata dell'Assunta, e rappresentante il Mosè e recante lo stemma dei conti di Arco.
- Palazzo Marchetti. L'edificio, originariamente denominato Palazzo di San Pietro, è risalente al Cinquecento ed è situato sul lato est della Collegiata dell'Assunta. Il palazzo fu di proprietà dei conti di Arco fino alla metà del XIX secolo quando fu ceduto a Saverio Marchetti, giudice originario di Bolbeno. All'interno del palazzo sono presenti diversi cicli di affreschi di epoche e pittori differenti, mentre all'ingresso sud dell'edificio nobiliare è ben visibile un portale attribuito al pittore e scultore Giulio Romano di Roma.
- Palazzo dei Panni. La costruzione è risalente agli ultimi decenni del XVII secolo e la sua edificazione fu voluta dal conte Gianbattista d'Arco; la forte testimonianza della nobile famiglia arcense è ancora visibile sul portale dove campeggia lo stemma nobiliare del ramo di Andrea. Verso la fine del XVIII secolo l'edificio fu acquistato da Giovanni Battista Marosi, sacerdote di Bolognano, che trasformò la struttura in un lanificio da cui trarrebbe la denominazione "dei Panni". La scelta di convertire il palazzo nobiliare in una piccola industria della lana fu voluta dal sacerdote per fronteggiare la forte crisi della disoccupazione e della miseria che imperversava nel paese. Il lanificio fu in attività per alcuni anni e una volta chiuso divenne, per tutto l'Ottocento, sede negli anni a seguire di diversi enti comunali quali caserma dei pompieri, asilo infantile e teatro cittadino. Agli inizi del XX secolo lo stabile ospitò diversi ragazzi dell'Istituto della Provvidenza e con l'avvento del Fascismo mutò la denominazione in "Palazzo del Littorio". Il palazzo - che ha assunto l'antica denominazione - è sede della Biblioteca Civica Bruno Emmert, bibliofilo di Arco, e della Galleria civica G. Segantini. Proprio al Segantini è dedicata la scultura nel cortile interno del palazzo ad opera dello scultore locale Renato Ischia. Le sale dell'atelier vengono adibite dal Comune di Arco come sede per convegni culturali e mostre di interesse artistiche e storiche.

### Architetture militari

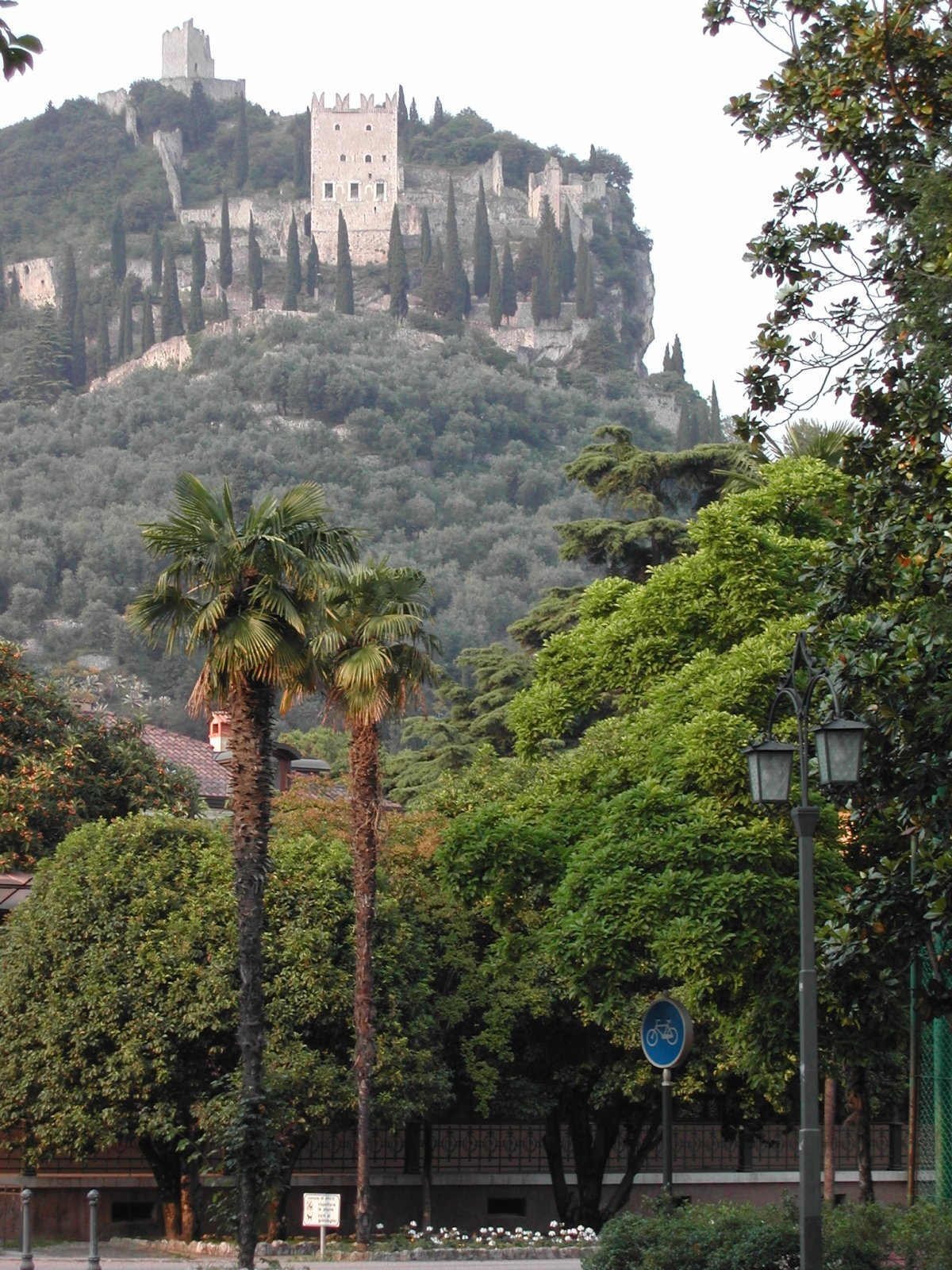
I resti del castello arcense

- Castello di Arco. La città si sviluppa alle pendici di una rupe rocciosa dalla quale il castello medievale domina l'intera valle dell'Alto Garda. Originariamente fu un borgo fortificato difeso da possenti mura e con un buon sistema di avvistamento, grazie alle torri presenti ai vari lati della struttura. L'intero complesso era costituito dalle due torri Renghera, posta nella parte più alta della rupe, e Grande, oltre a diversi edifici come prigioni, fucina del fabbro, cantina, molino e tre cisterne. Secondo alcune fonti fu eretto nel medioevo dagli stessi abitanti di Arco e solo in seguito divenne proprietà dei D'Arco. Il castello fu abbandonato nel corso del XVIII secolo anche in seguito all'assedio delle truppe francesi del generale Luigi Giuseppe di Borbone-Vendôme nell'estate del 1703. Un accurato restauro nel 1986 e altri negli anni successivi commissionati ed eseguiti dalla provincia autonoma di Trento e dal comune di Arco hanno consentito la scoperta e il recupero di alcuni cicli di affreschi raffiguranti cavalieri e dame di corte dell'epoca medievale. Le abitazioni del centro storico, disposte ad arco attorno alla rupe dell'antico castello danno, secondo alcuni, il nome alla cittadina mentre secondo altri il nome deriva dal latino Arx, arcis la rocca, cioè il castello di Arco.

### Aree naturali
- Arboreto di Arco. L'arboreto è un'area inserita nel precedente Parco Arciducale voluto dall'Arciduca Alberto d'Asburgo, quest'ultimo cugino di Francesco Giuseppe I d'Asburgo, e che stabilì la propria residenza ad Arco nel 1872 erigendo la Villa Arciducale, ed esteso per un ettaro.[14] Il progetto per la realizzazione dell'orto botanico fu affidato negli anni sessanta del Novecento a Walter Larcher, professore di botanica dell'Università di Innsbruck. L'arboreto, ricco di specie arboree e arbustive, accrebbe maggiore valore culturale e scientifico dopo il 1992 quando il Museo Tridentino di Scienze Naturali di Trento avviò diversi progetti di rivalutazione dell'intera area botanica; i lavori vengono avviati nel 1993 a cura del Servizio Ripristino e Valorizzazione Ambientale della provincia autonoma di Trento.[14] Sempre nello stesso anno nuovi accordi tra il Comune di Arco e il museo di Trento fanno sì che l'arboreto diventi sede distaccata del museo stesso. Le specie vegetali conservate sono all'incirca 150 e provenienti da diverse zone geografiche quali Europa meridionale e centrale, Asia orientale, Americhe e regioni africane.[14]

## Società

### Evoluzione demografica
Abitanti censiti

### Etnie e minoranze straniere
Al 31 dicembre 2023 gli stranieri presenti erano 1484, pari all'8,29% della popolazione.

## Cultura

### Musica
Il Coro Castel della sezione SAT di Arco, con repertorio popolare di montagna, è il terzo per longevità della provincia essendo nato nel 1944 da una idea del circolo musicale mandolinistico di Arco. È costituito da 35 elementi e comprende anche due cori di voci bianche, uno maschile e l'altro femminile.

### Eventi
- Rock Master.[17]
- Carnevale asburgico, nella settimana di Carnevale.[18]
- Trofeo Città di Arco Beppe Viola, in marzo.[19]
- Pasqua Musicale Arcense, rassegna di concerti di musica classica sacra e profana. I concerti si tengono tradizionalmente in sale ed edifici importanti come la chiesa Collegiata ed evangelica della Santissima Trinità, il salone delle feste del Casinò municipale, il santuario della Madonna delle Grazie e la chiesa della Madonna Addolorata di Bolognano.[20]
- Arco Bonsai - Storica manifestazione annuale dedicata al mondo del bonsai, in aprile.[21]

### Associazioni
- La Schützenkompanie Arch è una associazione che si ispira alle storiche milizie della Contea del Tirolo, dette appunto Schützen o Scizzeri. La compagnia di Arco, che è stata rifondata il 5 maggio del 2001, è intitolata all'Arciduca Albrecht von Österreich-Teschen. Gli Schützen arcensi promuovono commemorazioni e incontri culturali, curano la pulizia e manutenzione di sentieri, trincee e opere di guerra sui rilievi montuosi circostanti, si dedicano a progetti di beneficenza rivolti ai Paesi più poveri del mondo, presenziano alle principali funzioni religiose e, per il Natale, realizzano corone dell'Avvento il cui ricavato è donato ai poveri della comunità.

## Economia

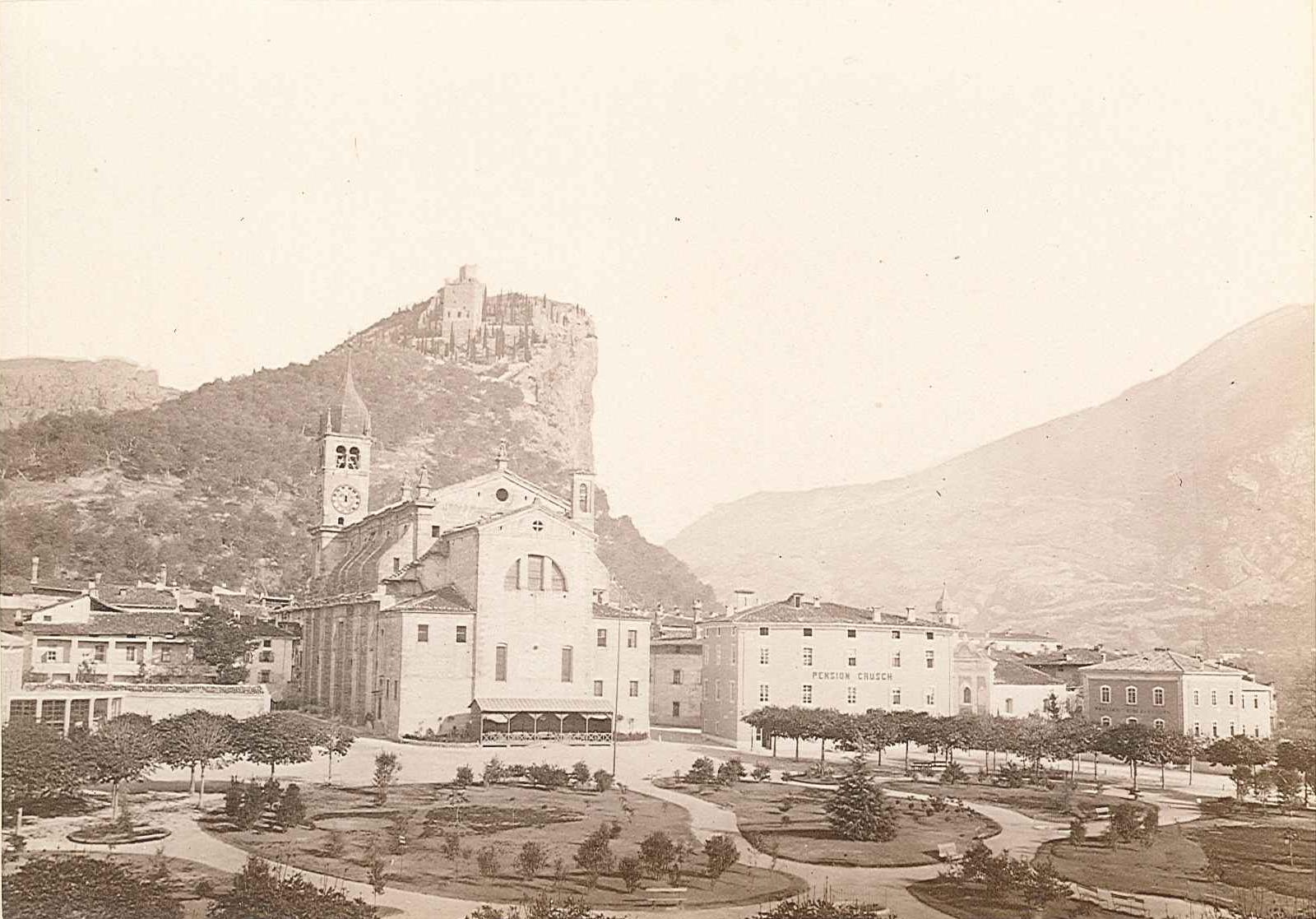
Chiesa Collegiata e giardini, intorno al 1880

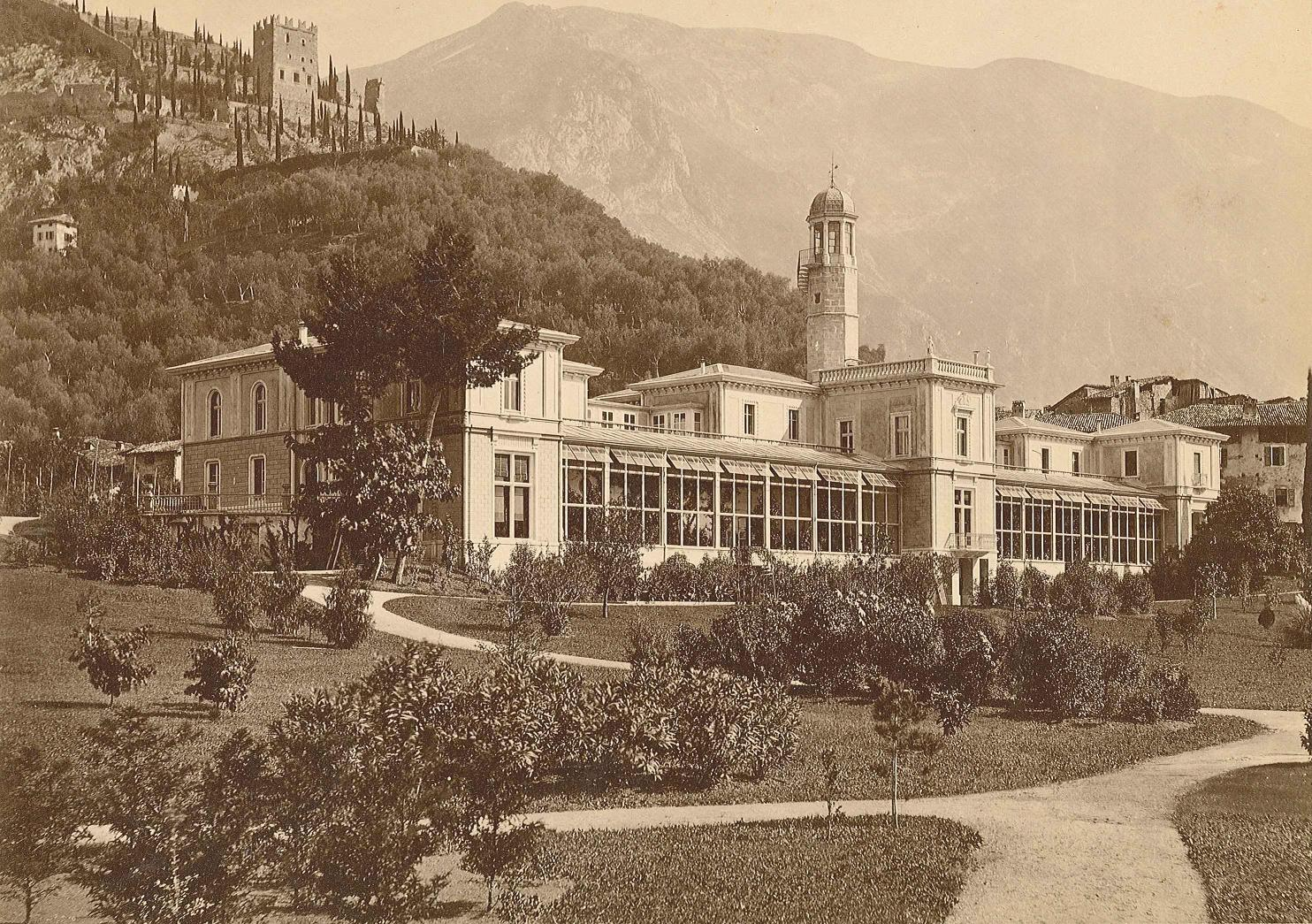
Palazzo Arciducale, ca. 1880

Le due principali risorse economiche del Comune sono l'attività legata al turismo e quella legata alle attività manifatturiere-artigianali. Tali due vocazioni risultano essere in antagonismo: mentre la richiesta turistica è indirizzata verso un paesaggio naturale accogliente e dolce, le necessità delle aziende artigianali ed industriali hanno trovato sfogo in varie aree del territorio (quella tradizionale sulla via per Linfano, una relativamente nuova sulla via per S. Giorgio, una ancor più nuova nella zona di Via S. Andrea). Nel settore dell'artigianato è ancora diffusa e rinomata l'antica lavorazione del legno finalizzata alla realizzazione di mobili e arredamenti.

## Amministrazione

### Sindaci dal 1995
| Periodo           | Periodo           | Primo cittadino   | Partito                      | Carica  | Note |
| ----------------- | ----------------- | ----------------- | ---------------------------- | ------- | ---- |
| 23 aprile 1995    | 13 giugno 1999    | Eugenio Mantovani | Coalizione di centrosinistra | Sindaco |      |
| 13 giugno 1999    | 9 maggio 2005     | Renato Veronesi   | Coalizione di centrosinistra | Sindaco |      |
| 9 maggio 2005     | 16 maggio 2010    | Renato Veronesi   | Coalizione di centrosinistra | Sindaco |      |
| 16 maggio 2010    | 9 marzo 2014      | Paolo Mattei      | Lista civica                 | Sindaco |      |
| 9 marzo 2014      | 21 settembre 2020 | Alessandro Betta  | Partito Democratico          | Sindaco |      |
| 21 settembre 2020 | in carica         | Alessandro Betta  | Partito Democratico          | Sindaco |      |

### Gemellaggi
Arco è gemellata con:
- Crosne
- Schotten, dal 1960
- Bogen, dal 1983
- Roccella Ionica, dal 2007

## Sport
L'Alto Garda è una delle migliori palestre per lo sport outdoor ed in particolare per la vela. Numerose federazioni internazionali e società scelgono questa zona per impostare le campagne d'allenamento preolimpiche e non. Il gruppo agonistico locale è impegnato annualmente in competizioni in Italia ed all'estero e si è aggiudicato la vittoria del campionato mondiale grazie al suo giovane atleta Federico Zampiccoli. La società, inoltre, promuove l'attività velica attraverso corsi per adulti e bambini, in collaborazione con il comune dedica agevolazioni ai giovani arcensi per la partecipazione ai corsi estivi.
Arco possiede delle palestre di roccia, naturali ed artificiali. Ogni anno nel mese di settembre si tiene il Rock Master, competizione sportiva di arrampicata a inviti. Nel luglio del 2011 ha ospitato l'undicesima edizione del Campionato del mondo di arrampicata.
Inoltre si svolge nel mese di luglio la Bolognano Velo, gara di corsa in montagna.
Ogni anno inoltre si svolge l'"MXGP of Trentino", una gara di motocross che fa parte del campionato del mondo di motocross.
La locale sezione del C.A.I. - S.A.T. cura la segnaletica e la manutenzione di circa 110 km di sentieri montani su cui si inerpicano numerosi escursionisti. Vi sono inoltre due strutture meta di turisti e gente del posto: il Rifugio Stivo Prospero Marchetti e la Baita Cargoni.
Le Guide alpine di Arco organizzano corsi di arrampicata e sulle vie ferrate, trekking nella zona del Monte Baldo ed escursioni di canyoning.
Nel 1972 e nel 2001 Arco è stata sede di arrivo di tappa del Giro d'Italia. Nel 1972 a una semitappa in linea fece seguito una semitappa a cronometro con partenza e arrivo ad Arco.
Tappe del Giro d'Italia con arrivo ad Arco
| Anno | Tappa | Partenza                 | km  | Vincitore di tappa       | Maglia rosa     |
| ---- | ----- | ------------------------ | --- | ------------------------ | --------------- |
| 1972 | 19ª a | Asiago                   | 163 | Roger De Vlaeminck       | Eddy Merckx     |
| 1972 | 19ª b | Arco (cron. individuale) | 18  | Eddy Merckx              | Eddy Merckx     |
| 2001 | 14ª   | Cavalese                 | 166 | Carlos Alberto Contreras | Gilberto Simoni |

È stata inoltre sede di partenza delle seguenti tappe del Giro d'Italia:
| Anno | Tappa | Arrivo | km  | Vincitore di tappa | Maglia rosa |
| ---- | ----- | ------ | --- | ------------------ | ----------- |
| 1972 | 20ª   | Milano | 185 | Enrico Paolini     | Eddy Merckx |

La città è un centro per la pratica della mountain bike.
La squadra di calcio locale è l'Unione Sportiva Arco, mentre quella cestistica è il GS Arcobasket. Nella frazione di Bolognano la squadra è la S.S. Stivo, e in quella di Vigne è la U.S. Baone.
Dal 1972, annualmente, vi si svolge il prestigioso Torneo Città di Arco - Beppe Viola. Spesso indicata per brevità come Torneo di Arco o Trofeo Beppe Viola, è una competizione calcistica a cui partecipano formazioni Under 17 principalmente, ma non esclusivamente, italiane.
Dal 1975 si svolge il Festival scacchistico internazionale Città di Arco, giunto nel 2021 alla 43ª edizione.
Ad Arco è possibile praticare alcune arti marziali, tra cui Judo, kung fu (Shaolin - Tai Chi Chuan), Yoseikan Budo, Taekwondo.